# Rammühle
Rammühle ist ein Ortsteil der Stadt Neunburg vorm Wald im Landkreis Schwandorf in Bayern.

## Geographie
Rammühle liegt circa elf Kilometer westlich von Neunburg vorm Wald in einem Waldtal am Oberlauf des Auerbachs.

## Geschichte
Am 23. März 1913 war Rammühle Teil der Expositur Fuhrn, bestand aus einem Haus und zählte acht Einwohner.
Am 31. Dezember 1990 hatte Rammühle zwei Einwohner und gehörte zur Expositur Fuhrn.

## Kultur und Sehenswürdigkeiten
Auf dem Ramberg in der Nähe von Hammerberg befinden sich Reste einer mittelalterlichen Graben- und Wallanlage, der Burgstall Ramberg.